# Upper Greenwood Lake
Upper Greenwood Lake es un lugar designado por el censo ubicado en el condado de Passaic en el estado estadounidense de Nueva Jersey. En el Censo de 2020 tenía una población de 3687 habitantes y una densidad poblacional de 450,18 habitantes por km². Fue incluido como CDP en el censo de 2020.

## Geografía
Upper Greenwood Lake se encuentra ubicado en las coordenadas 41°11′00″N 74°22′48″O / 41.18333, -74.38000. Según la Oficina del Censo de los Estados Unidos,  tiene una superficie total de 8,19 km², de la cual 7,10 km² corresponden a tierra firme y 1,09 km² a agua.